# Prise murale TT83
Pour l’article homonyme, voir TT83 (homonymie).

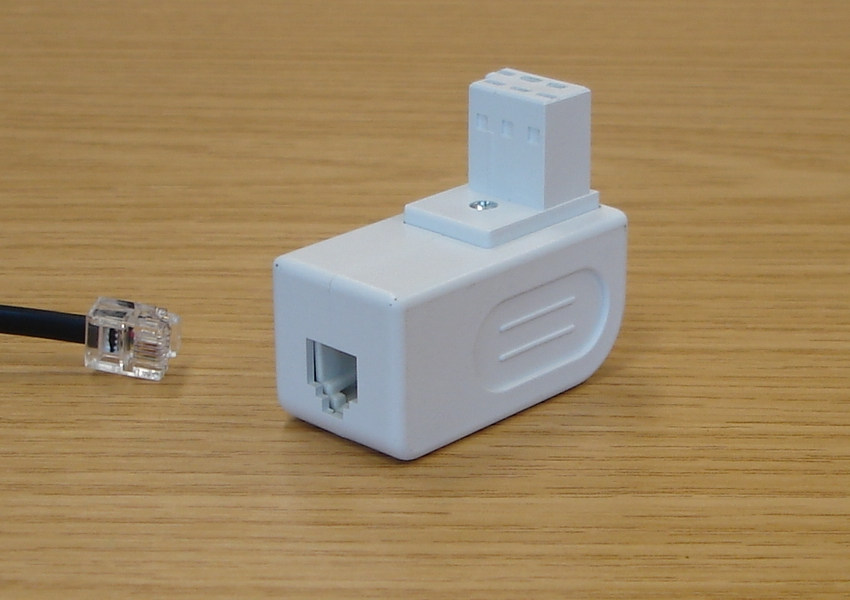
Adaptateur TT89 (en haut) vers RJ11 (à gauche).

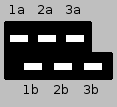
Dénomination des broches d'une TT83.

TT83 est un type de prise téléphonique utilisée en Suisse et au Liechtenstein depuis 1983. Plus précisément, TT83 désigne le socle (femelle), TT87 désigne la fiche droite (mâle) et TT89 désigne la fiche coudée (mâle). On retrouve également la dénomination connecteur Reichle.
Ce connecteur a été développé par l'entreprise Reichle & De-Massari.
La prise TT83 se présente sous la forme simple (6 pôles) ou double (12 pôles).
Aujourd'hui, seuls deux des pôles (les pôles horizontaux) sont réellement utilisés.
Dans les installations récentes, les prises TT83 sont remplacées par des prises 8P8C (communément appelées RJ45, bien que cette dénomination soit incorrecte).